# Ebenschwand
Ebenschwand (westallgäuerisch: Ebǝschwondh, Ebeschwendə) ist ein Gemeindeteil der Marktgemeinde Scheidegg im bayerisch-schwäbischen Landkreis Lindau (Bodensee).

## Geographie
Der Weiler liegt circa zwei Kilometer südwestlich des Hauptorts Scheidegg und zählt zur Region Westallgäu.

## Ortsname
Der Ortsname setzt sich aus dem Personennamen Ebenīn sowie dem frühneuhochdeutschen Grundwort schwende für gerodetes Weide- oder Ackerland zusammen und bedeutet somit Rodesiedlung des Ebenīn. Möglich ist auch das Bestimmungswort eben, flach. Wurde historisch auch Ebenschwang genannt.

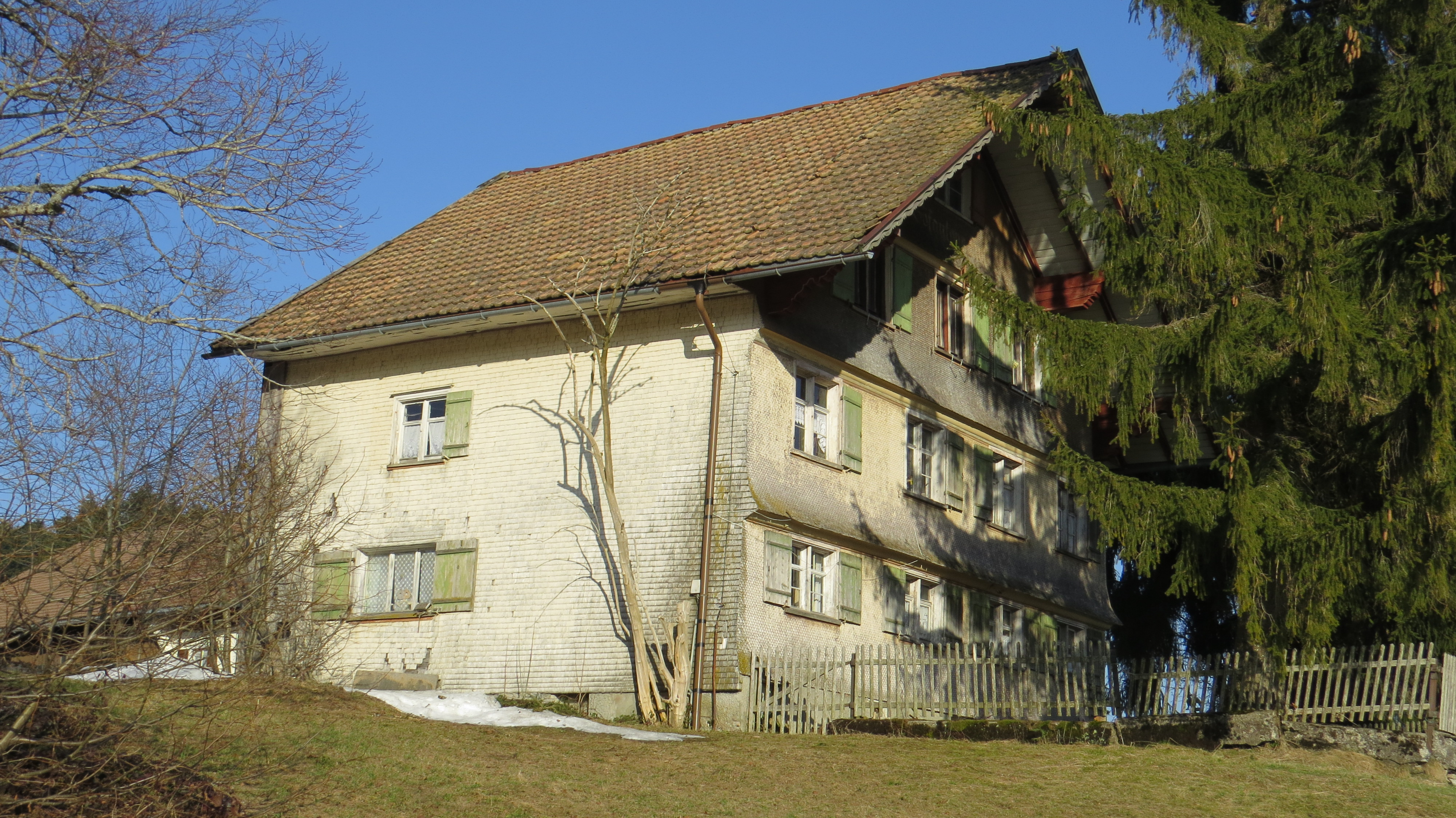
Ebenschwand 5 (2015)

## Geschichte
Der Ort Ebenschwand wurde erstmals im Jahr 1561 als auf Ebnischwand urkundlich erwähnt. 1771 fand die Vereinödung des Orts mit vier Teilnehmern statt. 1818 wurden vier Wohngebäude im Ort gezählt. Ebenschwand gehörte einst der Herrschaft Altenburg an. 1921 wurde die Herz-Jesu-Kapelle in Ebenschwand erbaut.

## Baudenkmäler
Siehe: Liste der Baudenkmäler in Ebenschwand